# Summer Cup
La Summer Cup était une compétition de football écossaise qui a existé à deux reprises : d'abord de 1940 à 1945, puis de 1963 à 1965.

## Histoire
Sous sa première mouture, elle était organisée par la Southern League pour compenser l'arrêt des compétitions nationales de football en Écosse, à cause de la Seconde Guerre mondiale, et plus particulièrement l'arrêt de la Coupe d'Écosse de football. Elle se déroule de mai à juin, quand le championnat organisé par la Southern League est terminé, sous la forme d'une coupe à élimination directe et avec une finale en un seul match. Sa dernière édition, sous cette forme, a lieu en 1945, la fin de la guerre permettant la reprise des compétitions nationales.
Face aux difficultés financières des clubs de Division 1 au début des années 1960, elle est toutefois réintroduite en 1963, cette fois-ci organisée directement par la Scottish Football League, et n'est ouverte qu'aux clubs de Division 1. Cependant, les deux plus grands écossais, les Rangers et le Celtic, déclinent l'invitation à participer à cette compétition. Contrairement à la première édition, la finale se joue en matches aller-retour. Ne s'étant pas imposée dans le paysage footballistique écossais, cette nouvelle mouture ne dure que deux saisons et disparaît en 1965.
Le trophée est gardé définitivement par Hibernian et est visible dans leur vitrine aux trophées, dans leur stade d'Easter Road. Il en est décidé ainsi car Hibernian détient (conjointement avec Motherwell) le plus grand nombre de victoires dans cette compétition ; ils ont gagné les premières éditions de la première et de la seconde mouture et le président de l'époque, Harry Swan, a pris une grande part dans la création de cette compétition en 1940. Cette décision est prise à la suite de la suggestion de Willie McCartney (en), l'entraîneur d'Hibernian lors de la première victoire en 1940.

## Résultats
Sauf mention contraire, les résultats sont issus de cette source.

### Première période (1940-1945)
| Saison  | Vainqueur       | Score | Finaliste | Stade                 |
| ------- | --------------- | ----- | --------- | --------------------- |
| 1940–41 | Hibernian       | 3–2   | Rangers   | Hampden Park, Glasgow |
| 1941–42 | Rangers         | 2–2   | Hibernian | Hampden Park, Glasgow |
| 1942–43 | St Mirren       | 1–0   | Rangers   | Hampden Park, Glasgow |
| 1943–44 | Motherwell      | 1–0   | Clyde     | Hampden Park, Glasgow |
| 1944–45 | Partick Thistle | 2–0   | Hibernian | Hampden Park, Glasgow |

### Seconde période (1963-1965)
| Saison  | Équipe à domicile | Score | Équipe à l'extérieur | Stade                  |
| ------- | --- | ----- | -------------------- | ---------------------- |
| 1963–64 | Aberdeen | 3–2   | Hibernian            | Pittodrie, Aberdeen    |
| 1963–64 | Hibernian | 2–1   | Aberdeen             | Easter Road, Édimbourg |
| 1963–64 | Aberdeen | 1–3   | Hibernian            | Pittodrie, Aberdeen    |
| 1963–64 | Hibernian remporte la finale après un match à rejouer, à la suite d'un score cumulé de 4-4 sur les deux premiers matches. |       |                      |                        |
| 1964–65 | Motherwell | 3–1   | Dundee United        | Fir Park, Motherwell   |
| 1964–65 | Dundee United | 1–0   | Motherwell           | Tannadice Park, Dundee |
| 1964–65 | Motherwell remporte la finale sur un score cumulé de 3–2.                                                                 |       |                      |                        |